# Panathura hamelini
Panathura hamelini är en kräftdjursart som beskrevs av Gary C.B. Poore och Lew Ton 2002. Panathura hamelini ingår i släktet Panathura och familjen Expanathuridae. Inga underarter finns listade i Catalogue of Life.